# Squadra kazaka di Fed Cup
La squadra kazaka di Fed Cup rappresenta il Kazakistan nella Fed Cup, ed è posta sotto l'egida della Kazakhstan Tennis Federation.
Essa partecipa alla competizione dal 1995, essendo il Kazakistan una nazione che ha ottenuto l'indipendenza in epoca recente. I risultati ottenuti dall'Unione Sovietica, di cui il Kazakistan faceva parte, sono infatti oggi ereditati dalla Russia, considerata in tutti gli sport la naturale prosecuzione delle varie rappresentative sportive sovietiche. 
Dopo molti anni di militanza nei gruppi zonali Asia/Oceania, nel 2013 il Kazakistan ha la possibilità di disputare lo spareggio per entrare nel Gruppo Mondiale II, dopo aver vinto il proprio girone zonale. In aprile, affronta la Francia: grazie a Bartoli, Cornet e il forte doppio Mladenovic/Garcia, le transalpine riescono a sconfiggere le kazake per 4-1, rispedendo il team ai gruppi zonali per il successivo anno.
Nel 2017, il Kazakistan riesce a giungere nuovamente al primo posto nel gruppo Asia/Oceania, guadagnandosi un'altra chance per provare a essere promosso nel Gruppo Mondiale II: questa volta, le avversarie sono le giocatrici del Canada. Yulia Putintseva regala il primo punto alle kazake, battendo la giovane Bianca Andreescu in tre set; Françoise Abanda riesce a portare in vantaggio il team nordamericano, vincendo i suoi due singolari contro Putinceva e Švedova; il successo di Andreescu nei confronti di Švedova condanna il Kazakistan, che vince il doppio a sconfitta acquisita, fissando il risultato finale sul 3-2 per il Canada.
Dopo che nel 2018 le kazake arrivano seconde nel gruppo Asia/Oceania, nel 2019 tornano prime, garantendosi un'altra possibilità per entrare nel Gruppo Mondiale II: questa volta, il Kazakistan è ospite del Regno Unito. Zarina Dijas si arrende alla n°1 britannica Johanna Konta; Putinceva pareggia il conto, battendo in rimonta Katie Boulter. Il Kazakistan, tuttavia, perde i successivi due singolari, arrendendosi nuovamente all'ultimo ostacolo prima di entrare, per la prima volta, nel Gruppo Mondiale II.
Con la riforma della Fed Cup, dal 2020 nota come Billie Jean King Cup, il Kazakistan ha diritto a partecipare ai play-off che, se vinti, daranno diritto nell'edizione successiva al tentativo di accedere alla fase finale della competizione a 12 squadre. La squadra asiatica è ospite dell'Argentina nel play-off disputato nell'aprile 2021 (causa pandemia di COVID-19): Putinceva batte la semifinalista in carica del Roland Garros Nadia Podoroska per 6-0 al terzo set mentre Elena Rybakina cede, a sorpresa, a Maria Lourdes Carlé, n°430 del mondo. Rybakina si rifà contro Podorsoka (6-4 6-4), ma Carlé approfitta del ritiro di Putinceva. Sul 2-2, il doppio Danilina/Švedova sconfigge Carlé/Podoroska per 6-0 7-5, portando al successo il Kazakistan e dando la possibilità al team, nel 2022, di giocarsi l'accesso alla fase finale della Billie Jean King Cup.
Nell'aprile 2022, a Nur-Sultan, il Kazakistan ospita la Germania: Julija Putinceva batte in rimonta l'ex numero 1 del mondo Angelique Kerber (3-6 6-3 6-2) mentre Elena Rybakina lascia un game a Laura Siegemund. Nel terzo singolare, Rybakina la spunta su Kerber per 7-5 al terzo set, regalando alle kazake la prima qualificazione della sua storia nella fase finale della competizione. A novembre, il team kazako viene inserito nel gruppo C assieme a Spagna e Regno Unito. Nel primo tie contro le britanniche, le vittorie nei singolari di Putinceva e Rybakina portano la squadra sul 2-0, con la sola sconfitta nel doppio che fissa il risultato sul 2-1. Nel secondo tie, tuttavia, il Kazakistan viene battuto per 3-0 dalla Spagna trascinata da Paula Badosa. Con tutte e tre le nazionali a quota 1 punto (una vittoria e una sconfitta per ciascuna), grazie alla migliore differenza tra set vinti e persi, è la nazionale britannica a passare il girone da prima classificata; il Kazakistan chiude la sua prima esperienza nelle fasi finali al terzo posto del gruppo, non riuscendo ad avere accesso alle semifinali.
Nel 2023, il Kazakistan centra nuovamente la qualificazione alle fasi finali della Billie Jean King Cup, battendo la Polonia per 3-1 nel turno di qualificazione. Nella fase a gironi, perde il primo tie con l'Australia per 2-1, con Danilina/Putinceva che cedono al super-tiebreak il doppio decisivo. Nel tie contro la Slovenia, le kazake prevalgono per 2-1; tuttavia, a causa della peggiore differenza tra set vinti e persi, la nazionale asiatica non riesce a chiudere il girone al primo posto, terminando seconda alle spalle delle slovene e venendo perciò eliminata.

## Risultati
| = Incontro del Gruppo Mondiale |

### 2010-2019
| Anno | Turno                         | Data         | Sede               | Avversario    | Punteggio | Esito     |
| ---- | ----------------------------- | ------------ | ------------------ | ------------- | --------- | --------- |
| 2010 | Gruppo I, Fase a gironi       | 3 febbraio   | Kuala Lumpur (MAS) | Taipei cinese | 1 – 2     | Sconfitta |
| 2010 | Gruppo I, Fase a gironi       | 4 febbraio   | Kuala Lumpur (MAS) | Thailandia    | 2 – 1     | Vittoria  |
| 2010 | Gruppo I, Fase a gironi       | 5 febbraio   | Kuala Lumpur (MAS) | Uzbekistan    | 2 – 1     | Vittoria  |
| 2010 | Gruppo I, Playoff 3º-4º posto | 6 febbraio   | Kuala Lumpur (MAS) | Corea del Sud | 2 – 1     | Vittoria  |
| 2011 | Gruppo I, Fase a gironi       | 2 febbraio   | Nonthaburi (THA)   | Giappone      | 1 – 2     | Sconfitta |
| 2011 | Gruppo I, Fase a gironi       | 3 febbraio   | Nonthaburi (THA)   | Taipei cinese | 3 – 0     | Vittoria  |
| 2011 | Gruppo I, Fase a gironi       | 4 febbraio   | Nonthaburi (THA)   | Corea del Sud | 2 – 1     | Vittoria  |
| 2011 | Gruppo I, Playoff 3º-4º posto | 5 febbraio   | Nonthaburi (THA)   | Thailandia    | 0 – 3     | Sconfitta |
| 2012 | Gruppo I, Fase a gironi       | 1º febbraio  | Shenzhen (CHN)     | Corea del Sud | 3 – 0     | Vittoria  |
| 2012 | Gruppo I, Fase a gironi       | 2 febbraio   | Shenzhen (CHN)     | Indonesia     | 3 – 0     | Vittoria  |
| 2012 | Gruppo I, Fase a gironi       | 3 febbraio   | Shenzhen (CHN)     | Thailandia    | 2 – 1     | Vittoria  |
| 2012 | Gruppo I, Playoff             | 3 febbraio   | Shenzhen (CHN)     | Cina          | 0 – 2     | Sconfitta |
| 2012 | Spareggi Gruppo Mondiale II   | 21-22 aprile | Buenos Aires (ARG) | Argentina     | 0 – 3     | Sconfitta |
| 2013 | Gruppo I, Fase a gironi       | 6 febbraio   | Astana (KAZ)       | India         | 3 – 0     | Vittoria  |
| 2013 | Gruppo I, Fase a gironi       | 7 febbraio   | Astana (KAZ)       | Thailandia    | 2 – 1     | Vittoria  |
| 2013 | Gruppo I, Playoff             | 9 febbraio   | Astana (KAZ)       | Uzbekistan    | 2 – 1     | Vittoria  |
| 2013 | Spareggi Gruppo Mondiale II   | 20-21 aprile | Besançon (FRA)     | Francia       | 1 – 4     | Sconfitta |
| 2014 | Gruppo I, Fase a gironi       | 6 febbraio   | Astana (KAZ)       | Indonesia     | 3 – 0     | Vittoria  |
| 2014 | Gruppo I, Fase a gironi       | 7 febbraio   | Astana (KAZ)       | Thailandia    | 1 – 2     | Sconfitta |
| 2014 | Gruppo I, Playoff 3º-4º posto | 8 febbraio   | Astana (KAZ)       | Cina          | 2 – 0     | Vittoria  |
| 2015 | Gruppo I, Fase a gironi       | 4 febbraio   | Canton (CHN)       | Cina          | 2 – 1     | Vittoria  |
| 2015 | Gruppo I, Fase a gironi       | 5 febbraio   | Canton (CHN)       | Taipei cinese | 2 – 1     | Vittoria  |
| 2015 | Gruppo I, Fase a gironi       | 6 febbraio   | Canton (CHN)       | Thailandia    | 2 – 1     | Vittoria  |
| 2015 | Gruppo I, Playoff             | 7 febbraio   | Canton (CHN)       | Giappone      | 0 – 2     | Sconfitta |